# Trofej Umag

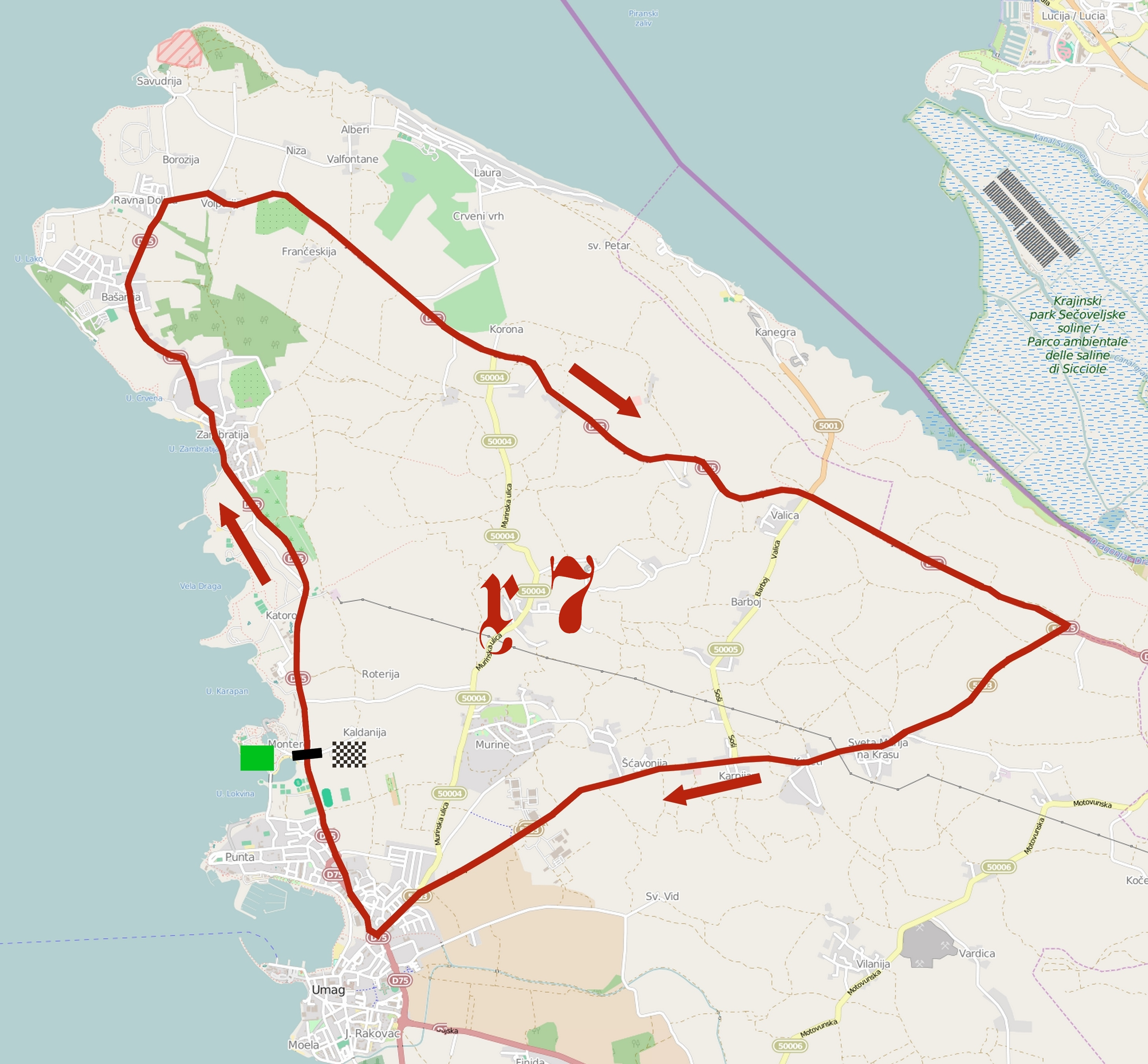
2015.

Die Trofej Umag (auch Umag Trophy) ist ein kroatisches Straßenradrennen, das seit 2013 in und um Umag in der Gespanschaft Istrien im Nordwesten Kroatiens ausgetragen wird. Das Eintagesrennen über 80 Kilometer ist Teil der UCI Europe Tour und wird in die Kategorie 1.2 eingestuft. Sieger der ersten Ausgabe war der Slowene Aljaž Hočevar.
Seit der Saison 2023 wird am selben Tag auch ein Frauenradrennen ausgetragen, das ebenso in die Kategorie 1.2 eingestuft ist.

## Palmarès Männer
| Jahr | Sieger                 | Zweiter         | Dritter           |
| ---- | ---------------------- | --------------- | ----------------- |
| 2013 | Aljaž Hočevar          | Oscar Landa     | Gernot Auer       |
| 2014 | Matej Mugerli          | Matija Kvasina  | Davide Mucelli    |
| 2015 | Marko Kump             | Maksym Averin   | Sergei Nikolajew  |
| 2016 | Jonas Bokeloh          | Mamyr Stasch    | Filippo Fortin    |
| 2017 | Rok Korošec            | Filippo Fortin  | Alex Frame        |
| 2018 | Krister Hagen          | Tom Baylis      | Dušan Rajović     |
| 2019 | Alois Kaňkovský        | Andrea Guardini | Olav Hjemsæter    |
| 2020 | Olav Kooij             | Marko Kump      | Niklas Märkl      |
| 2021 | Jakub Mareczko         | Filippo Fortin  | Tomáš Bárta       |
| 2022 | Daniel Auer            | Tomáš Bárta     | Dušan Rajović     |
| 2023 | Adam Ťoupalík          | Jan Christen    | Darren van Bekkum |
| 2024 | Matthew Brennan        | Noa Isidore     | Jakub Mareczko    |
| 2025 | Matthias Schwarzbacher | Filippo Fortin  | Tobiasz Pawlak    |

## Palmarès Frauen
| Jahr | Siegerin         | Zweite              | Dritte        |
| ---- | ---------------- | ------------------- | ------------- |
| 2023 | Alessia Vigilia  | Anastasia Carbonari | Urška Pintar  |
| 2024 | Sara Fiorin      | Michela De Grandis  | Emma Bernardi |
| 2025 | Lara Crestanello | Emma Bernardi       | Cato Cassiers |